# Hipismo nos Jogos Pan-Americanos de 2023
As competições de hipismo nos Jogos Pan-Americanos de 2023 em Santiago, Chile, foram realizadas de 22 de outubro a 3 de novembro de 2023 na Escola de Equitação Regimiento Granaderos, em Quillota. Eventos nas disciplinas de adestramento, CCE e saltos, cada uma com um evento individual e um por equipes, foram disputados.
Todas as três disciplinas serviram como qualificação para os Jogos Olímpicos de 2024, em Paris.

## Qualificação
Um total de 150 vagas para cavaleiros e amazonas (44 no adestramento, 46 no CCE e 60 nos saltos) estavam disponíveis para classificação. Um máximo de 12 competidores poderiam competir por um Comitê Olímpico Nacional entre todos os eventos (máximo de quatro por disciplina), onde se classificaram através de diversos eventos qualificatórios e pelos respectivos rankings.

## Nações participantes
Um total de 17 CONs qualificaram ginetes nas competições de hipismo, com o número de competidores representado em parênteses.
- ARG Argentina (14)
- BOL Bolívia (2)
- BRA Brasil (15)
- CAN Canadá (14)
- CHI Chile (14)
- COL Colômbia (12)
- EAI Equipe de Atletas Independentes (1)
- ECU Equador (9)
- USA Estados Unidos (14)
- MEX México (14)
- PAN Panamá (1)
- PAR Paraguai (2)
- PER Peru (1)
- PUR Porto Rico (1)
- DOM República Dominicana (3)
- URU Uruguai (9)
- VEN Venezuela (3)

## Medalhistas
| Adestramento individual detalhes  | Julio Mendoza Loor Jewel's Goldstrike ECU Equador                                                                               | João Oliva Feel Good VO BRA Brasil | Anna Marek Fire Fly USA Estados Unidos |  |  |  |
| Adestramento por equipes detalhes | Christian Simonson Son of A Lady Anna Marek Fire Fly Codi Harrison Katholt's Bossco Sarah Tubman First Apple USA Estados Unidos | Paulo César dos Santos Fidel da Sasa JE Manuel Tavares de Almeida Rosa Belle Renderson de Oliveira Fogoso Campline João Oliva Feel Good VO BRA Brasil | Beatrice Boucher Summerwood's Limei Camille Carier-Bergeron Sound of Silence 4 Mathilde Tétreault Fedor Naïma Moreira-Laliberté Statesman CAN Canadá   |  |  |  |
|                                   | | | |  |  |  |
| CCE individual detalhes           | Caroline Pamukcu HSH Blake USA Estados Unidos                                                                                   | Marcio Jorge Castle Howard Casanova BRA Brasil | Lindsay Traisnel Bacyrouge CAN Canadá |  |  |  |
| CCE por equipes detalhes          | Colleen Loach Fe Golden Eye Michael Winter El Mundo Karl Slezak Hot Bobo Lindsay Traisnel Bacyrouge CAN Canadá                  | Sydney Elliott Qc Diamantaire Sharon White Claus 63 Liz Halliday Miks Master C Caroline Pamukcu HSH Blake USA Estados Unidos                          | Ruy Fonseca Ballypatrick SRS Rafael Losano Withington Carlos Parro Safira Marcio Jorge Castle Howard Casanova BRA Brasil                               |  |  |  |
|                                   | | | |  |  |  |
| Saltos individual detalhes        | Stephan Barcha Chevaux Primavera Imperio Egipcio BRA Brasil                                                                     | Kent Farrington Landon USA Estados Unidos | McLain Ward Contagious USA Estados Unidos |  |  |  |
| Saltos por equipes detalhes       | McLain Ward Contagious Karl Cook Caracole de La Roque Kent Farrington Landon Laura Kraut Dorado 212 USA Estados Unidos          | Tiffany Foster Figor Mario Deslauriers Emerson Amy Millar Truman Beth Underhill Nikka Vd Bisschop CAN Canadá                                          | Pedro Veniss Nimrod de Muse Z Marlon Zanotelli Deesse de Coquerie Stephan Barcha Chevaux Primavera Imperio Egipcio Rodrigo Pessoa Major Tom BRA Brasil |  |  |  |

## Quadro de medalhas
| Ordem | País               | Medalha de ouro | Medalha de prata | Medalha de bronze |    |
| ----- | ------------------ | --------------- | ---------------- | ----------------- | -- |
| 1     | USA Estados Unidos | 3               | 2                | 2                 | 7  |
| 2     | BRA Brasil         | 1               | 3                | 2                 | 6  |
| 3     | CAN Canadá         | 1               | 1                | 2                 | 4  |
| 4     | ECU Equador        | 1               |                  |                   | 1  |
| TOTAL | TOTAL              | 6               | 6                | 6                 | 18 |